# Герман Олександр Вікторович
Олександр Вікторович Герман (рос. Алекса́ндр Ви́кторович Ге́рман; 24 травня 1915, Петроград — 6 вересня 1943, село Житниця, Ленінградська область) — командир 3-ї Ленінградської партизанської бригади. Герой Радянського Союзу (1944)

## Біографія
Народився 24 травня 1915 року в Петрограді в сім'ї службовця. За деякими даними — німець. Закінчивши семирічку, Герман працював слюсарем і навчався в автобудівному технікумі.
У листопаді 1933 року вступив до лав Червоної армії. У 1937 році закінчив Орлівське бронетанкове училище та служив у механізованій бригаді. Початок Німецько- радянської війни застало його слухачем 2-го курсу Військової академії імені М. В. Фрунзе.
Із липня 1941 року служив у розвідувальному відділі штабу Північно-Західного фронту, а потім направлений в тил до супротивника заступником командира 2-ї Ленінградської особливої партизанської бригади розвідки.
Із травня 1942 року майор Олександр Герман — командир 3-ї Ленінградської партизанської бригади. Під його командуванням бригада знищила кілька тисяч ворожих солдатів і офіцерів, пустила під укіс понад 300 залізничних ешелонів, підірвала сотні автомашин і врятувала від викрадення в рабство 35 тисяч радянських громадян.
Бригадою під командуванням Германа з червня 1942 року по вересень 1943 року знищено 9652 гітлерівця, скоєно 44 аварії залізничних ешелонів з живою силою і технікою ворога, підірвано 31 залізничний міст, розгромлено 17 гарнізонів противника, до 70 волосних управлінь.
Майор Герман загинув 6 вересня 1943 року, виходячи з ворожого оточення біля села Житниці Новоржевського району Псковської області. Похований на площі міста Валдай Новгородської області.
Указом Президії Верховної ради СРСР від 2 квітня 1944 року за зразкове виконання бойових завдань командування на фронті боротьби з німецько-фашистським загарбниками і проявлені при цьому мужність та героїзм майору Герману Олександру Вікторовичу посмертно присвоєно звання Героя Радянського Союзу.

## Нагороди
- Медаль «Золота Зірка» .
- Орден Леніна .
- Орден Червоного Прапора .

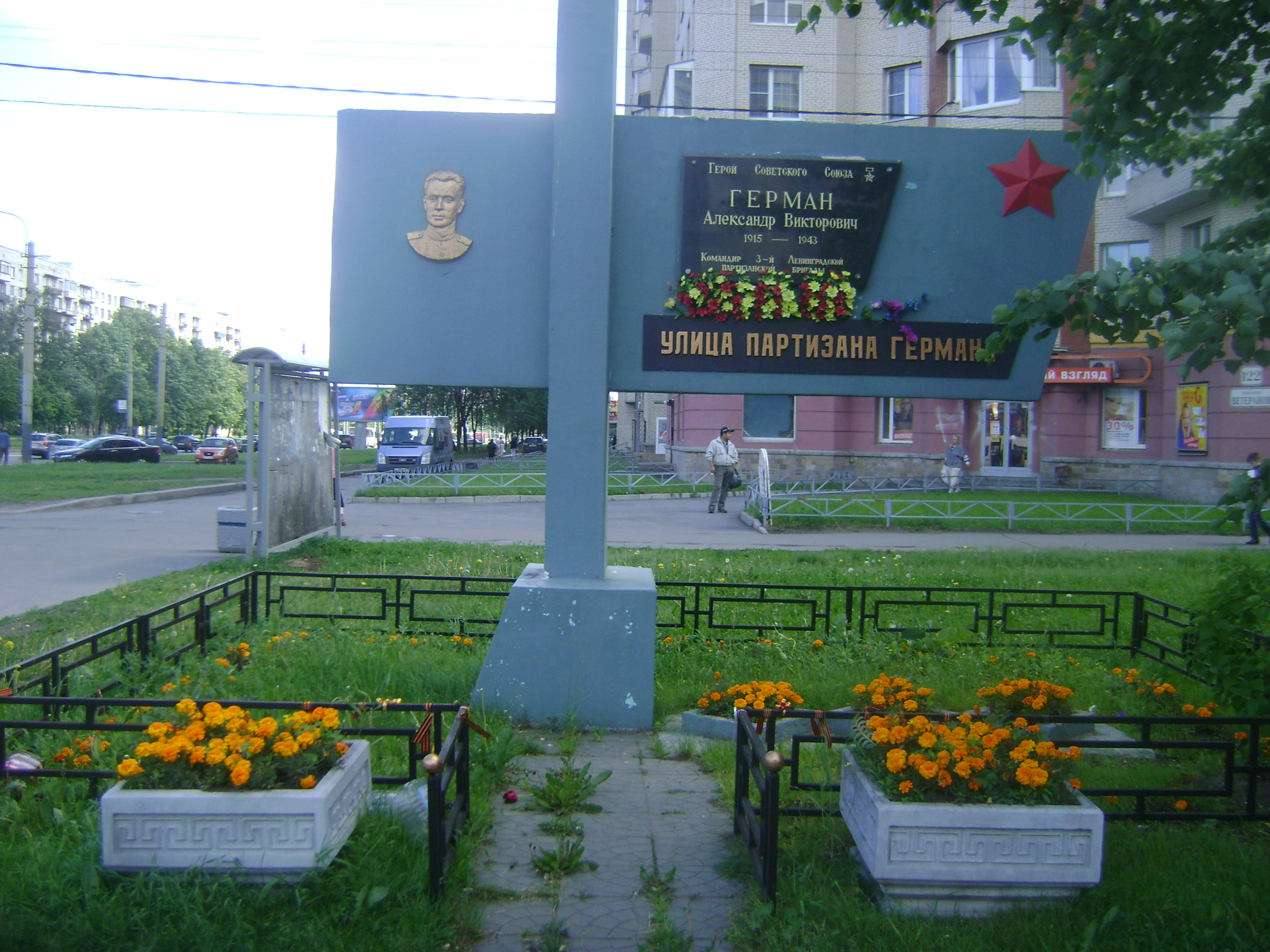
Пам'ятник-стела у Санкт-Петербурзі

- Орден Великої Вітчизняної війни 1-го ступеня.

## Пам'ять
Наказом начальника Ленінградського штабу партизанського руху від 7 вересня 1943 року 3-й Ленінградській партизанській бригаді було присвоєно ім'я її геройськи загиблого командира.
У селі Житниці, де загинув Герман, споруджено обеліск . Іменем Героя названі вулиці та встановлені меморіальні дошки в містах Санкт-Петербург, Валдай, Великий Новгород, Новоржев, Остров, Псков та Порхов . У школі номер 18 міста Псков на другому поверсі встановлено пам'ятник Олександру Вікторовичу Герману.